# (16998) Estelleweber
(16998) Estelleweber (1999 CG46) – planetoida z pasa głównego asteroid okrążająca Słońce w ciągu 3,4 lat w średniej odległości 2,26 j.a. Odkryta 10 lutego 1999 roku.